# Zajezierze (powiat kartuski)
Zajezierze (dodatkowa nazwa w j. kaszub. Zajezerzé) – wieś w Polsce, w województwie pomorskim, w powiecie kartuskim, w gminie Chmielno.
Miejscowość leży na Pojezierzu Kaszubskim, na obszarze Kaszubskiego Parku Krajobrazowego, nad jeziorem Długim. Zajezierze wchodzi w skład sołectwa Borzestowo.
Do 2023 miejscowość była częścią wsi Borzestowo.
W latach 1975–1998 Zajezierze administracyjnie należało do województwa gdańskiego.